# Pucca
Pucca, Pucca Funny Love ou Pucca: Love Recipe (hangul coreano:뿌까 ou 짜장소녀 뿌까) é uma série de animação estadunidense-canadense-sul-coreana produzida pela Jetix Animation Concepts, Cookie Jar Entertainment e MBC Films. Pucca é uma garota com poderes gelados que gosta de Garu, que não se sabe se gosta dela, já que sempre foge da garota. O pai de Pucca e os tios dela trabalham em um clube de arco e flecha chamado Anata wa waruidesu. Existem vários vilões como Beto, e também "heróis", como o Papai Noel.
A personagem principal é Pucca (뿌까 - Bboogga), que fica sob proteção dos treze proprietários de um clube de arco e flecha chinês. Pucca está apaixonada por um ninja cujo nome é Garu (가루 - Garoo), que tenta desesperadamente evitar os avanços de Pucca. Embora o enredo das histórias sugira que Garu sente ódio de Pucca, parece que as manifestações amorosas de Pucca são erradas para o gosto de Garu, que tenta evitar toda afeição “desnecessária” a todo custo, mas sempre falha.
Muitos cartões de cumprimento e episódios em flash centram-se em torno das tentativas cômicas de Pucca para roubar uma estrela lendária de Garu e a competição entre as duas personagens. Não há praticamente nenhum diálogo nessas cenas, o que permite a espectadores do mundo todo assistirem. O lugar mais popular para que os fãs alcancem a série Pucca Funny Love é o Puccalovesgaru.com.
Em outubro de 2018, uma terceira temporada foi anunciada (Pucca: Love Recipe) pela Planeta Junior, uma empresa do grupo Planeta. A terceira temporada foi ao ar na Coreia do Sul em 10 de dezembro de 2018 no MBC e 19 de dezembro de 2018 no Tooniverse. Consiste em 26 episódios (78 segmentos).

## História da Pucca
Pucca é uma menina de 10 anos de idade, admirada por todos na cidade. Curiosamente, seus pais nunca foram mostrados na série, o que nos deixa a conclusão de que ela é orfã. Vive com seus três tios num restaurante muito badalado na Vila de Sooga. É apaixonada por um menino chamado Garu, e tem muitos amigos, como a Ching e o Abyo. Mas assim como amigos, também tem inimigos, como Tobe e Ring-Ring.

## Personagens principais

### Sobre Garu
Garu tem 12 anos e é um ninja lutador de kung fu. Para atender o último pedido de seu falecido pai e resgatar a honra da família, decide se tornar o melhor ninja de todos e para isso faz um voto de silêncio que Pucca decide compartilhar. Gosta da Pucca, mas não demonstra. Garu é constantemente atacado por Tobe e sua gangue ninja, mas sempre vence. Para aperfeiçoar suas técnicas de kung-fu, ele treina diariamente com seus amigos Abyo e Ching. Sua roupa casual é camisa preta com um coração e calças pretas. Adora comer macarrão do Goh Rong, onde Pucca vive, e é constantemente perseguido por ela.

### Abyo
É um lutador de Kung-Fu. Gosta de se gabar de suas técnicas de combate e desafiar outros lutadores. É o melhor amigo de Garu. A aspiração máxima de Abyo é tornar-se uma celebridade no mundo das artes marciais no futuro. Abyo tem 11 anos. Tem uma queda por Ching, mas ninguém sabe. Sempre quando vai lutar, rasga sua camisa. Seu pai é o policial da cidade. Ajuda Garu a lutar contra Tobe, mas sempre apanha. Além disso, Abyo é uma paródia de Bruce Lee.

### Ching
Ching é uma adorável menina de 11 anos e é uma das melhores espadachins da Vila de Sooga. É apaixonada por Abyo, mas ele não sabe disso. É filha de Chang, dono da Academia Turtle onde treinam Garu, Abyo e Sosso. Tem uma galinha de estimação chamada Won que não sai de cima da sua cabeça. Ching é amada por todos da Vila de Sooga, pois é doce e meiga, e é a melhor amiga de Pucca.

## No Brasil
No Brasil, foi exibido pela Jetix desde 2 de julho de 2007, e posteriormente pelo Disney XD até 2012. O Discovery Kids começou a exibir a terceira temporada do aeni Pucca: Love Recipe em setembro de 2019.

## Em Portugal
Em Portugal, foi só exibido pela SIC no espaço Infanto-Juvenil das madrugadas do Fim de Femana SIC Kids de 2007 á 2015.

## Recepção
As personagens são muito populares na Europa e na Ásia, como animações na TV e nas vinhetas de cartoon na Europa e na América do Sul. Estas animações estão em DVD, disponível na República Árabe do Egito. Uma publicadora de livros infantis britânicas, a Hodder, publicou também uma série de livros de Pucca. Em Israel, um "Pucca Snake" foi lançado em maio de 2002.
No Festival de Cinema de Animação de Annecy de 2006, o episódio da Pucca "A Force of Won" foi "indicado a dois prêmios, incluindo o Prix Jeunesse na categoria Animação".
Há também uma série going-going de manhwa (histórias em quadrinhos coreanos), e traduzida para português de Portugal e alemão, sobre Pucca e Garu viajando ao redor do mundo. As séries animadas têm chegado recentemente nos Estados Unidos e são mostradas agora na BBC de segunda a sexta às 23h e sábado e domingo à meia-noite.